# 자판기 (텔레비전 프로그램)
《자판기》는 '자기 인생의 판도를 바꾸는 기도해답'이라는 뜻으로, 브라이언 박 목사님과 함께 기도, 신앙에 대한 질문을 직접 나누며 신앙에 대한 궁금증을 해결할 수 있는 CTS기독교TV의 프로그램이다.

## MC
- 브라이언 박=목사